# ジェンガでナイト!
ジェンガでナイト!は、超!A&G+で毎週金曜日の21時30分から22時00分まで放送のインターネットラジオ番組。

## 概要
1983年にイギリスで発売、日本ではタカラトミーアーツが発売の『ジェンガ』とコラボレーションの番組。
2015年1月30日放送分をもって一旦終了、同年4月10日より第2期を放送、同年9月25日に終了した。

## パーソナリティ
- 鷲崎健
- アシスタント：岡村明奈、桜子、竹田愛、森脇亜紗紀（いずれも「ジェンガール」）

## 放送日・ゲスト

### ジェンガでナイト!
- 第01回(2014年4月11日)
- 第02回(2014年4月18日) - ALTIMA
- 第03回(2014年4月25日) - ALTIMA
- 第04回(2014年5月2日) - 織田かおり
- 第05回(2014年5月2日) - 織田かおり
- 第06回(2014年5月16日) - 流田Project
- 第07回(2014年5月23日) - 流田Project
- 第08回(2014年5月30日) - Rey
- 第09回(2014年6月6日) - Rey
- 第10回(2014年6月13日) - 遠藤正明
- 第11回(2014年6月20日) - 遠藤正明
- 第12回(2014年6月27日) - Gero
- 第13回(2014年7月4日) - Gero
- 第14回(2014年7月11日) - AiRI
- 第15回(2014年7月18日) - AiRI
- 第16回(2014年7月25日) - predia(湊あかね、村上瑠美奈)
- 第17回(2014年8月1日) - predia(湊あかね、村上瑠美奈)
- 第18回(2014年8月8日) - predia(青山玲子、松本ルナ)
- 第19回(2014年8月15日) - predia(青山玲子、松本ルナ)
- 第20回(2014年8月22日) - 三澤紗千香
- 第21回(2014年8月29日) - 三澤紗千香
- 第22回(2014年9月5日) - 諏訪部順一
- 第23回(2014年9月12日) - 諏訪部順一
- 第24回(2014年9月19日) - 黒崎真音
- 第25回(2014年9月26日) - 黒崎真音
- 第26回(2014年10月4日) - 彩音
- 第27回(2014年10月10日) - 彩音
- 第28回(2014年10月17日) - 高橋美佳子
- 第29回(2014年10月24日) - 高橋美佳子
- 第30回(2014年10月31日) - KOTOKO
- 第31回(2014年11月7日) - KOTOKO
- 第32回(2014年11月14日) - TRUE
- 第33回(2014年11月21日) - TRUE
- 第34回(2014年11月28日) - predia(林弓束、沢口けいこ)
- 第35回(2014年12月5日) - predia(林弓束、沢口けいこ)
- 第36回(2014年12月12日) - bamboo
- 第37回(2014年12月19日) - bamboo
- 第38回(2014年12月26日) - 儀武ゆう子
- 第39回(2015年1月2日) - 儀武ゆう子
- 最終回SP(2015年1月31日)

### ジェンガでナイト!2ndシーズン
- 第01回(2015年4月10日)
- 第02回(2015年4月17日) - 井口裕香
- 第03回(2015年4月24日) - 井口裕香
- 第04回(2015年5月1日) - Yun*chi
- 第05回(2015年5月8日) - Yun*chi
- 第06回(2015年5月15日) - いとうかなこ
- 第07回(2015年5月22日) - いとうかなこ
- 第08回(2015年5月29日) - 佐咲紗花
- 第09回(2015年6月5日) - 佐咲紗花
- 第10回(2015年6月12日) - 佐藤聡美
- 第11回(2015年6月19日) - 佐藤聡美
- 第12回(2015年6月26日) - 茅原実里
- 第13回(2015年7月3日) - 茅原実里
- 第14回(2015年7月10日) - 遠藤正明
- 第15回(2015年7月17日) - 遠藤正明
- 第16回(2015年7月24日) - Rey
- 第17回(2015年7月31日) - Rey
- 第17回(2015年8月7日) - 黒崎真音
- 第18回(2015年8月14日) - 黒崎真音
- 第19回(2015年8月21日) - 綾野ましろ
- 第20回(2015年8月28日) - 綾野ましろ
- 第21回(2015年9月4日) - 三澤紗千香
- 第22回(2015年9月11日) - 三澤紗千香
- 第23回(2015年9月18日)
- 第24回(2015年9月25日)